# Lockdown (Koffee)
Lockdown è un singolo della cantante giamaicana Koffee, pubblicato il 17 luglio 2020 dall'etichetta discografica Columbia Records.

## Tracce
1. Lockdown – 2:59